# Back Burner
Albums de For the Fallen Dreams
Relentless
(2009) Wasted Youth
(2012)
Back Burner est le troisième album studio du groupe de metalcore For the Fallen Dreams. Cet album marque un changement dans l'orientation musicale du groupe, délaissant un peu le hardcore au profit d'un son plus metalcore stéréotypé, dû à l'utilisation de chant clair dans les refrains, et cela dans pratiquement tous les morceaux. Pendant l'enregistrement de l'album, le groupe n'avait pas de bassiste, ni de batteur, ce sont donc Jim Hocking et Kalan Blehm, les guitaristes, qui se sont occupés des parties basse, et un batteur de session qui s'est occupé des parties batterie.

## Développement
Depuis leur dernier album, Relentless, le groupe débute dans l'écriture de Back Burner durant fin 2010 et part à Ocala pour l'enregistrer. Le temps de l'enregistrement, For the Fallen Dreams manquait de bassiste ; de ce fait, les basses étaient jouées par les guitaristes du groupe, Jim Hocking et Kalan Blehm. Back Burner est le premier album du groupe à inclure des chants clean.

## Liste des pistes
1. Say What You Will - 3:10
2. Deep Down Inside - 3:06
3. Complicate the Situation - 3:50
4. Only Unopened Arms - 3:07
5. My Anthem-Like Symphony - 2:47
6. The Big Empty - 3:52
7. Bottom Feeders - 2:42
8. Don't Give Up, Don't Give in - 3:13
9. The Human Collective - 3:06
10. Let Go - 3:02
11. Yellow (ft. Mike Duce de Lower Than Atlantis) - 3:19
12. Fist Fight - 3:23

## Personnel
For the Fallen Dreams
- Dylan Richter - Chant
- Jim Hocking - Guitare principale, basse
- Kalan Blehm - Guitare rythmique, basse

Membre de session
- Will Weatherly - Batterie

Production
- Produit par For the Fallen Dreams et Tom Denney[4]
- Mixé par Tom Denney
- Photographie et booklet par Justin Reich